# 서비스 마케팅
서비스 마케팅(Services marketing)은 1980년대 초에 서비스의 고유한 특성 때문에 물리적 상품의 마케팅과 다른 전략이 필요하다는 인식에 따라 별도의 연구 분야로 등장한 마케팅의 전문 분야이다.
서비스 마케팅은 일반적으로 B2C(Business to Consumer) 및 B2B(Business to Business) 서비스를 모두 말하며 통신 서비스, 금융 서비스, 모든 유형의 환대, 관광 레저 및 엔터테인먼트 서비스, 자동차 렌탈과 같은 서비스 마케팅을 포함한다. 서비스, 의료 서비스, 전문 서비스 및 무역 서비스. 서비스 마케터는 종종 제품, 가격, 장소, 판촉, 사람, 물리적 증거 및 프로세스의 7P로 구성된 확장된 마케팅 믹스를 사용한다. 서비스 지배 논리로 알려진 현대적 접근 방식은 20세기 내내 지속된 제품과 서비스 간의 구분이 인위적이며 모든 사람이 서비스를 판매한다는 사실을 모호하게 만들었다고 주장한다. S-D 논리 접근 방식은 마케터가 가치 창출을 이해하는 방식을 변화시키고 있으며 서비스 제공 프로세스에서 소비자 역할의 개념을 변화시키고 있다.

## 같이 보기
- 소비자 행동
- 고객 경험